# 毛冻绿
毛冻绿（学名：Rhamnus utilis var. hypochrysa）为鼠李科鼠李属下的一个变种。